# Lia Hietala
Lia Hietala (* 1993 in Stockholm) ist eine schwedische Filmregisseurin und Drehbuchautorin.

## Leben und Werk
Für ihren ersten Kurzfilm If I say no erhielt Lia Hietala ein Stipendium des norwegischen Nordnorsk Film Senter mit dessen Hilfe sie ihren zweiten Film Min Homosyster realisierte, der mit einer Reihe von Preisen – u. a. dem Teddy Award der Berlinale 2017 ausgezeichnet wurde. Sie arbeitet in den Bereichen Spiel- und Dokumentarfilm und studierte Bildende Kunst an der schwedischen Kunsthochschule Konstfack in Stockholm. Ihren ersten dokumentarischen Langfilm, Always Amber, realisierte sie gemeinsam mit Hannah Reinikainen. Der Film feierte seine Weltpremiere im Rahmen der Berlinale 2020.

## Filmografie
- 2016: If I say no (Kurzfilm)
- 2017: Min Homosyster (Kurzfilm)
- 2020: Always Amber

## Auszeichnungen
- Teddy Award (Berlinale) 2017 für Min Homosyster[2]
- Best International Short Film (The Tel Aviv International Lgbt Film Festival) 2017 für "Min Homosyster"[3]
- Best Director & Best Breakout Performance (Outlantacon Short Film Festival)